# Aranto

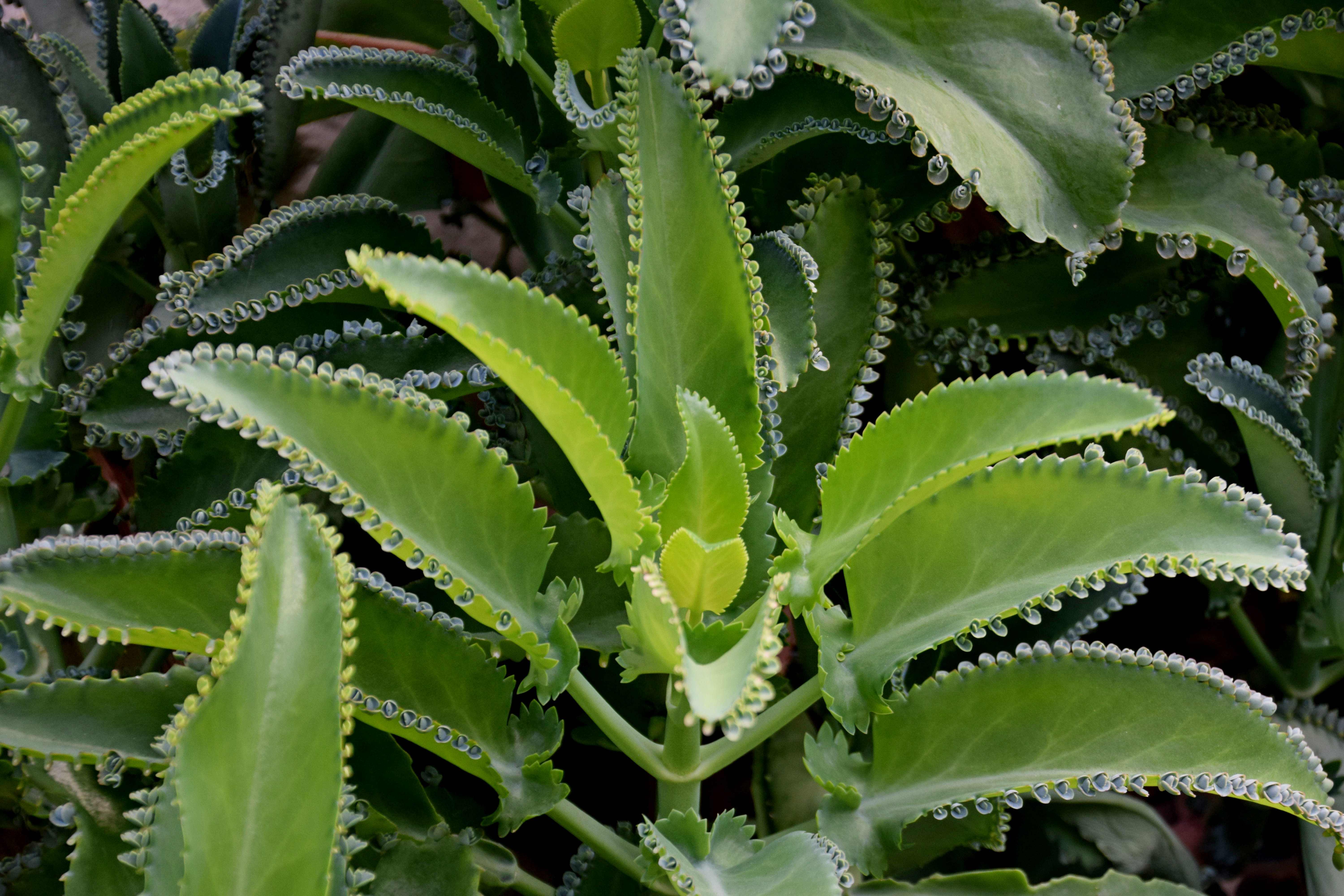
Bryophyllum laetivirens

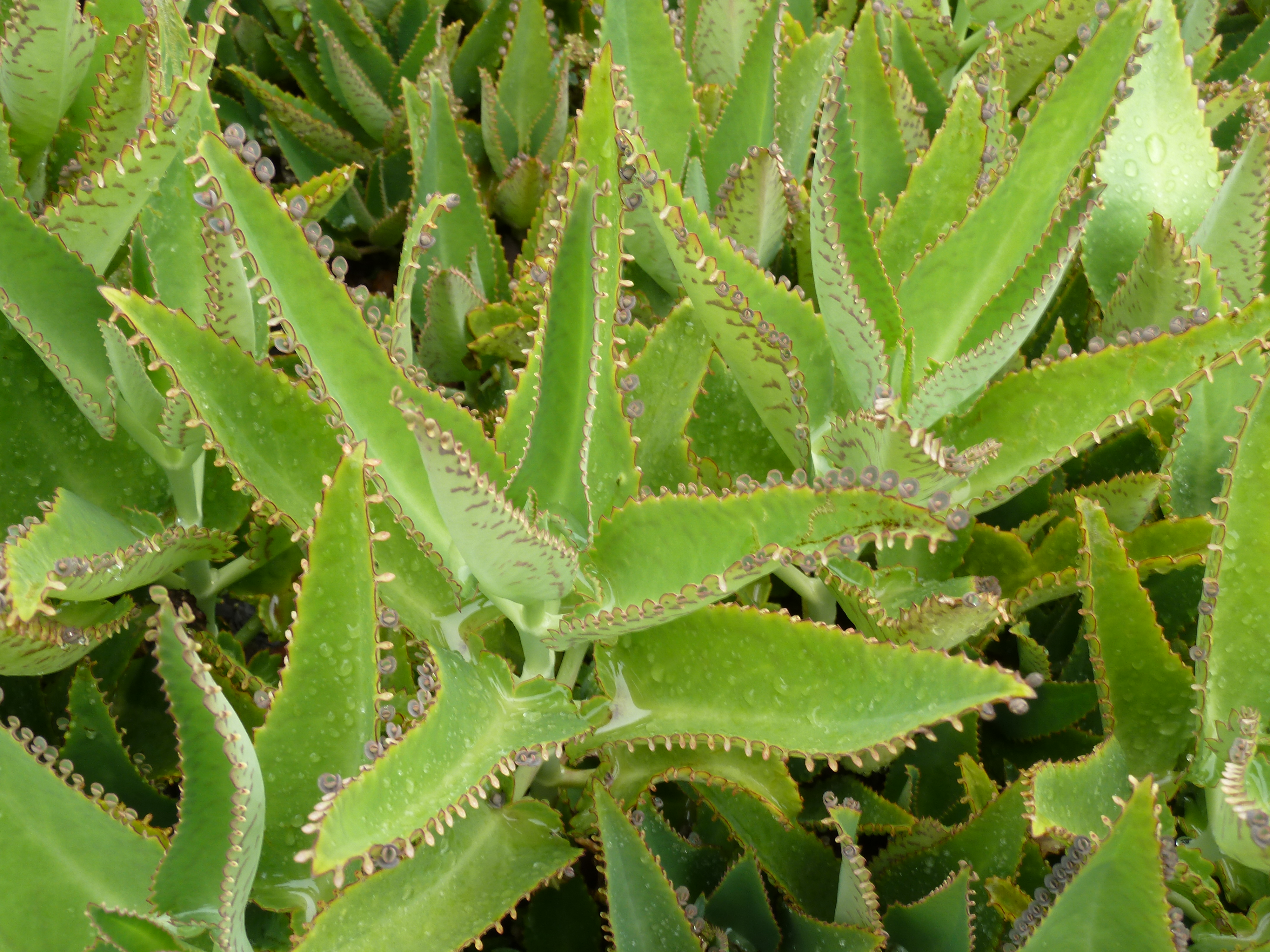
Bryophyllum daigremontianum

Aranto é um nome popular usado para se referir à  Kalanchoe daigremontiana (atualizada para Bryophyllum daigremontianum) Tem sido divulgado como uma planta capaz de curar cancer, o que é considerado apenas como um boato.
Segundo o médico oncologista clínico Carlos Eugênio Escovar, a afirmação de que o "aranto" pode curar cancer é falsa, o boato surgiu do fato de que há estudos iniciais mas que ainda não foram testados em humanos ou animais, por isso a planta não deve ser utilizada como medicamento.
Alexandre Palldino, Chefe da Seção de Oncologia Clínica do Instituto Nacional de Câncer diz que "Não há nenhuma evidência em estudos clínicos do benefício da planta Aranto no tratamento do câncer. A segurança de sua utilização também não foi avaliada, portanto, não devemos recomendar sua utilização."